# Rheum rhaponticum
Rhapontic, Rhubarbe sauvage
Espèce
Rheum rhaponticum, le Rhapontic ou la Rhubarbe sauvage, est une espèce de plantes dicotylédones de la famille des Polygonaceae, sous-famille des Polygonoideae, originaire de Bulgarie.

## Synonymes
Selon The Plant List (8 décembre 2018) : 
- Rhabarbarum rhaponticum Moench
- Rheum esculentum Salisb.
- Rheum rotundatum Stokes
- Rheum sibiricum Pall.

## Histoire
L'expression rha ponticum, qui signifie en latin "rha du Pont" (le Pont correspond à la côte nord de l'Anatolie), a été mentionné pour la première fois par Dioscoride, qui dit que c'est le nom que les Romains utilisaient pour une racine médicinale précieuse importée de l'Orient. Dioscoride mentionne également que la racine ressemble le plus à celle de la petite centaurée.
Pendant la majeure partie du Moyen Âge et au début de l'ère moderne, les Européens ignoraient l'origine de ces racines, connues sous le nom de rheum barbarum (parmi de nombreux autres noms, dont le persan raved). Des botanistes comme Leonhart Fuchs (en 1542) et Rembert Dodoens (en 1554) ont identifié une espèce de chardon de la famille des Astéracées, le rhapontique scarieux (Rhaponticum scariosum), une plante similaire au rhapontique des Alpes ou racine de maral (Rhaponticum carthamoides) comme source de la racine, et cette plante a donc été utilisée pour produire une rhubarbe de qualité inférieure. 
R. rhaponticum a été la première plante de rhubarbe jamais vue par les Européens, mais il a fallu un certain temps avant que les Européens acceptent que la rhubarbe soit récoltée à partir de Rheum.